# Кістоун (Вісконсин)
Кістоун (англ. Keystone) — місто (англ. town) в США, в окрузі Бейфілд штату Вісконсин. Населення — 373 особи (2020).

## Демографія
Згідно з переписом 2010 року, у місті мешкало 378 осіб у 159 домогосподарствах у складі 107 родин. Було 202 помешкання
Расовий склад населення:
| - 94,2 % — білих - 1,9 % — корінних американців - 0,8 % — чорних або афроамериканців - 0,3 % — азіатів |

До двох чи більше рас належало 2,6 %. Частка іспаномовних становила 1,1 % від усіх жителів.
За віковим діапазоном населення розподілялося таким чином: 18,3 % — особи молодші 18 років, 62,1 % — особи у віці 18—64 років, 19,6 % — особи у віці 65 років та старші. Медіана віку мешканця становила 48,2 року. На 100 осіб жіночої статі у місті припадало 101,1 чоловіків;  на 100 жінок у віці від 18 років та старших — 98,1 чоловіків також старших 18 років.
Середній дохід на одне домашнє господарство  становив 62 938 доларів США (медіана — 54 583), а середній дохід на одну сім'ю — 65 966 доларів (медіана — 54 167). Медіана доходів становила 50 455 доларів для чоловіків та 27 159 доларів для жінок. За межею бідності перебувало 3,5 % осіб, у тому числі 0,0 % дітей у віці до 18 років та 7,1 % осіб у віці 65 років та старших.
Цивільне працевлаштоване населення становило 167 осіб. Основні галузі зайнятості: освіта, охорона здоров'я та соціальна допомога — 21,0 %, транспорт — 15,0 %, виробництво — 14,4 %.